# Макдугал-стріт
Макдугал-стріт (англ. MacDougal Street) — вулиця з одностороннім рухом у районах Грінвіч-Віллидж і Сохо в боро Манхеттен, Нью-Йорк. Вулиця обмежена на півдні Прінс-стріт, а на півночі — заходом 8-ї вулиці, її нумерація починається з півдня. Між Веверлі-плейс і західом 3-ї вулиці вона має назву Вашингтон-Сквер-захід і схема нумерації змінюється, проходячи з півночі на південь, починаючи з #29 Вашингтон-Сквер-вест на Вейверлі-плейс і закінчуючи #37 на заході 3-ї вулиці. Рух по вулиці йде в південному напрямку (в центр міста).
Вулиця МакДугалла названа на честь Александра МакДугалла, торговця та полководця часів Війни за незалежність. Макдугал також є тезкою Макдугал-алеї, приватного тупика, спільною власністю мешканців Вашингтон-Сквер-північ на її півдні та 8-ї стріт на півночі, для яких вона була створена в 1833 році для їхніх конюшень. Алея пролягає на схід від вулиці МакДугал у кварталі між заходом 8-ї стріт та Північною площею Вейверлі-Плейс/Вашингтон-сквер.
Вулицю Макдугал називають «найбільш барвистим і магнетичним місцем для туристів під час вечірньої прогулянки в селі». Це було предметом багатьох пісень, віршів та інших форм художнього вираження, і його часто відвідували численні відомі люди.

## В культурі
- У 1954 році Джек Керуак написав вірш «Блюз Макдугал-стріт».